# Боян Расате
Боян Расате (урождённый Боян Боянов Станков) — болгарский националист, лидер Болгарского национального союза «Новая демократия» (БНС-НД), председатель движения «Гвардия». Почётный член Испанской фаланги и национальный представитель Европейской акции (ЕА) в Болгарии, бывший лидер Болгарского национального союза «Эдельвейс» (БНС «Эдельвейс»).

## Биография
Боян Расате родился 2 сентября 1971 года в Софии — столице Болгарии. Когда ему было 4 года, его семья переехала в Штутгарт (ФРГ), куда его отец был откомандирован государственным предприятием «Балканкар». До 3-го класса Боян учился в школе в городе Вайблинген, которую он оставил после того, как его отец умер в 1980 году, и его мать вернулась с ним в Софию. В Болгарии он не вписался в окружающую среду и попадал в поле зрения коммунистической Детской педагогической комнаты (ДПК). Среднее образование он завершил в 7-й средней общеобразовательной школе "Святые Седмочисленники" с углублённым изучением немецкого языка. После окончания средней школы Боян служил с 1989 по 1991 год водителем танка в 5-й танковой бригаде болгарской армии в городе Казанлык. После увольнения из армии учился в Новом болгарском университете по специальности «политические науки». Чтобы обеспечить себя, он работал уборщиком в паровозном депо, разнорабочим и ночным сторожем. До 1997 года Боян работал в нескольких местах, после чего некоторое время занимался частным бизнесом.

## Начало политической деятельности
20 апреля 1991 стал членом болгарской национально-радикальной партии (БНРП), а через несколько месяцев — председателем её молодёжной организации. Участвовал в строительстве региональных структур и помогал партии на парламентских выборах осенью. На тех выборах кандидаты от БСП и СДС вышли во второй тур, и председатель партии — Иван Георгиев — призывал членов БНРП голосовать за кандидата от БСП Велко Вылканова, председателя «Болгарского антифашистского союза». Многие члены БНРП из-за этого покинули партию. Боян с этим тоже не согласился и ушёл из БНРП.
В марте 1992 года бывшая молодёжная организация БНРП создала новую националистическую организацию — Правое демократическое движение (ПДД), лидером молодёжного движения которой стал Боян Расате. Организация была очень активна, но просуществовала всего 2 года. За время своего недолгого существования ПДД вело кампанию против выходцев из стран третьего мира, цыган и сект, которые были особенно активны в те годы. В целом организация стояла на антикоммунистических позициях. Было несколько скандалов из-за выступлений ПДД. Наиболее известными были сожжение турецкого флага перед Национальным театром имени Ивана Вазова и угроза Расате, что они, подобно немецким националистам в Ростоке (Германия), подожгут общежития Академии общественных наук и социального управления, если там будут размещены беженцы. В 1993 году из-за нехватки финансов руководство ПДД приняло решение о закрытии организации.

## Болгарский национальный союз «Эдельвейс»
В 2000 году Боян Расате инициировал создание беспартийной молодёжной организации Болгарский национальный союз (БНС) и стал её лидером. Организация связана с европейскими ультраправыми. БНС «Эдельвейс» входит в состав Европейского национального фронта — общеевропейского националистического союза. Среди них «Немецкий колледж» (Deutsches Kollege), Национал-демократическая партия Германии (NPD), «Свободное сопротивление» (Freier Widerstand), Фламандский интерес (Vlaams Belang), испанская Фаланга (La Falange), французская «Франкская гвардия» (Guarde Franque), румынские новые правые (Noua Dreaptă), голландский Национальный альянс и другие.
Символика организации явно болгарская — БНС «Эдельвейс» принимает в качестве своего символа знак династии Дуло — IYI, который они помещают на флаги и штандарты, и лозунг «Когда право превращается в несправедливость, сопротивление обязательно».
В составе организации есть Гуманитарный корпус и Спортивная организация, чья форма — военные чёрные брюки и бежевая рубашка — вызывает множество замечаний и ассоциаций с гитлеровскими штурмовиками.
Эдельвейс провёл десятки шествий, торжеств и участвовал почти во всех гражданских протестах с 2001 по 2011 год.
БНС «Эдельвейс» воспринимает себя как продолжение Союза болгарских национальных легионов, а его покровителем провозглашается руководитель организации, убитый в 1943 году — Христо Николов Луков. Современный болгарский историк Румен Даскалов определяет СБНЛ как первую организацию с полностью сформировавшимся фашистским характером. В своей идеологии Луков и Союз болгарских национальных легионов придерживались обычных крайне националистических, шовинистических, авторитарных и тоталитарных идей. В дополнение к этому они также охватывают такие идеи, как монополия, элитарность, расизм, а также непримиримость к либеральному индивидуализму и любым формам многопартийного парламентаризма. Однако, как утверждает Даскалов, типично фашистское представление о лидерстве осталось у Лукова недоразвитым из-за стратегического союза с установившимся тогда монархическим режимом.
Дебют в публичных выступлениях Болгарского национального союза — срыв сторонниками БСП традиционного празднования 9 сентября (день освобождения Болгарии от немецких фашистов) на Братской могиле в Борисовском саду. Активисты союза провоцировали собравшихся криками и забросали стоявших на трибуне депутатов помидорами. Это спровоцировало драку и вмешательство полиции, арестовавшей Расате и нескольких его сообщников. Один человек умер от сердечного приступа, у другого была сломана рука. Обвинения были предъявлены Бояну Расате и другим. Из-за невозможности доказать действия и вину каждого лично судебное дело возбуждено не было, а через 2 года следствие было прекращено.
БНС «Эдельвейс» также является организатором акции «Кто заплатит цыганский налог», детского конкурса рисунков и стихов «Моя прекрасная Болгария», протестов против цыганской преступности на «Сахарном заводе» после убийства профессора Калоянова. Организация очень активно участвовала в протестах против софийской свалки в кв. «Суходол», где националисты и горожане перекрывали дорогу и происходили ночные столкновения с жандармерией.
Примерно в 2003 году Расате познакомился с Воленом Сидеровым, тогда журналистом «Монитора», в результате чего в 2005 году БНС «Эдельвейс» оказал помощь в создании и первоначальном строительстве структур партии Атака. Через два месяца после выборов Сидеров дистанцировался от БНС, и организация вышла из коалиции, в которой неформально участвовала. В 2006 году, расставшись с Атакой, Расате объявил о создании движения Гвардия, которое он пытался зарегистрировать как политическую партию.
В 2007 году после межэтнических столкновений в районе «Красный луг» Боян Расате возмутил общественность, объявив и продемонстрировав в Военном клубе создание Национальной гвардии — военизированной группы, которая должна защищать болгарское население от цыган. В качестве основы будущей Национальной гвардии БНС предлагал отряды собственной Спортивной организации. Ряд политиков и общественных деятелей, в том числе президент, премьер-министр, спикер Национального собрания и министр внутренних дел, назвали действия Расате «крупнейшей провокацией против государства» в переходные годы.
В 2008 году он потребовал запретить гей-организации в стране и выступил против намерения организации болгарской гей-организации Джемини (Близнецы) организовать гей-парад. Против так называемой «Недели нетерпимости к гомосексуализму и педофилии в болгарском обществе» выступили ряд демократических организаций и еврейская организация «Шалом», которые поддерживают гей-сообщество. В день парада люди Расате бросали бомбы и коктейли Молотова в гомосексуалистов. Было задержано более 100 человек. Боян Расате был приговорён к 6 месяцам условно «за воспрепятствование проведению санкционированного мероприятия и нарушение общественного порядка».
Боян Расате — бывший ведущий программы Национальная гвардия на Балканском болгарском телевидении (ББТ). Вещание было закрыто после покупки телевидения аффилированным с Движением за права и свободы холдингом «Нова медийна група холдинг» незадолго до парламентских выборов 2009.
В феврале 2010 Боян Расате принял решение уйти с поста руководителя БНС «Эдельвейс». Своё решение он мотивировал усталостью, разногласиями с некоторыми членами относительно будущего БНС «Эдельвейс» и постоянным вменением ему вины со стороны лиц, не входящих в организацию, в том, что его действия разделили националистов. В сообщении, распространённом для СМИ, он подчеркнул, что «… не отказывается от своих идей и никогда не перестанет бороться за Болгарию».
Спустя три месяца Боян Расате вместе со своим сообщником подверглись нападению перед своим домом неизвестными лицами и избиению молотками. Они оба оказали сопротивление, и нападавшие скрылись, но у Расате остались множественные рваные раны на теле и ему наложили 16 швов на голове. Нападавшие остались неизвестны.
Буквально через несколько дней после этого инцидента таблоиды Weekend, Shock и Contra начали кампанию против Расате. Со страниц партийной газеты «Атака» Волен Сидеров, который в то время был близок к правительству, также напал на Расате и, кроме того, подал в суд за клевету и оскорбление.
В 2010 новое руководство БНС «Эдельвейс» исключило Бояна Расате из организации. Законность этого поступка критиковалась Расате как рекламная и бессмысленная, так как к моменту исключения он уже покинул эту организацию. В доказательство его исключения приводится только протокол о созыве Дисциплинарного совета, но в действительности к этому времени большинство членов уже вышли из организации и данных о созыве такого совета нет.

## Движение «Гвардия»
Гвардия (партия) — радикальная националистическая партия Болгарии, создание которой изначально планировалось 13 февраля 2006, но официально оно было создано через три месяца, 13 мая 2006, когда 517 делегатов со всей страны собрались в Софии и объявили себя «Хранителями Родины». «ГВАРДИЯ» представляет собой социально-патриотическое движение всех болгар, стремящихся к коренным изменениям социальной, политической и культурной среды в Болгарии. Его целью является защита идей ассоциации БНС. Партию часто называют профашистской.

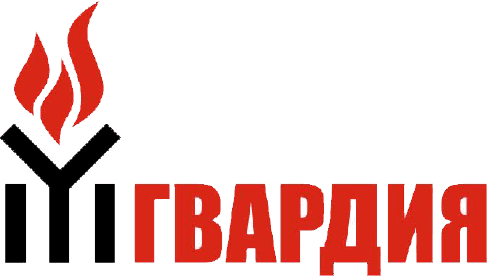
Логотип движения «ГВАРДИЯ»

Гвардейцы заявляют о себе как о защитниках «национальных и социальных интересов болгар» и что они выступают «за сильную и независимую Болгарию, за приоритет родных предприятий и возмездие всему политическому классу, который грабил и предавал нас более 20 лет». Для партии характерна популистская и антипартийная риторика в условиях массового разочарования в политической системе.
За два месяца до выборов суд аннулировал регистрацию БНС-ГВАРДИИ и организация участвовала в выборах под названием БНС-НД. Без достаточного количества денег и времени для подготовки избирательной кампании (у партии были наблюдатели лишь на нескольких избирательных участках) БНС-НД набрала всего 3800 голосов. После выборов руководство партии созвало пресс-конференцию и обвинило ЦИК в фальсификации результатов выборов.
После провала на парламентских выборах 2009 года ГВАРДИЯ существовала лишь формально. В 2010 году после ухода Бояна Расате с руководящего поста в БНС «Эдельвейс», партию покинуло её руководством и она фактически прекратила своё существование.

## Болгарский национальный союз — Новая демократия (БНС-НД)
В 2009 после того как суд отказал в регистрации «Движение ГВАРДИЯ», Боян Расате воспользовался регистрацией Болгарского национального союза «Новая демократия» (БНС-НД) и вместе со своими сторонниками принял участие в парламентских выборах народных представителей. БНС-НД отрицает либерализм, парламентскую демократию и коммунизм.

## Приговоры, иски и уголовные производства
За то время, что он был руководителем БНС «Эдельвейс», Боян Расате был неоднократно судим и задерживался полицией. В отношении него было возбуждено более 15 уголовных производств, связанных с его политической деятельностью — один арест за грубое нарушение общественного порядка на антивоенном митинге, два ареста за то же самое на пенсионных протестах, несколько случаев расизма, дискриминации, ксенофобии и этнической сегрегации. Полный список всех дел и уголовных производств:
1. Уголовное дело за грубое нарушение конституционного права на свободу слова и причинение вреда здоровью средней тяжести — сентябрь 2001 на митинге БСП — прекращено в 2004.
2. Дело о разбойном нападении и грабеже — 2003 год, по жалобе цыгана — осуждён[2]
3. Уголовное дело о неуважении к установленному правопорядку — март 2003, Антивоенный митинг перед посольством США — прекращено.
4. Уголовное дело за сопротивление полицейской проверке — 2003 — прекращено в 2005.
5. Уголовное дело за осквернение национального флага — 2003, знак IYI на болгарском флаге — прекращено в 2005.
6. Уголовное производство за хранение боеприпасов — 2003, прекращено в 2005.
7. Арест за нарушение общественного порядка — июнь 2005, антивыборная агитация в «день тишины» — наложен административный штраф.
8. Уголовное производство по факту ДТП, повлекшего смерть — 2006 — прекращено в 2010[20]
9. Арест за нарушение общественного порядка — 14.12.2006, подстрекательство к беспорядкам на акции протеста пенсионеров перед Национальным Собранием — наложен административный штраф[2]
10. Арест на акции протеста пенсионеров в Асеновграде — 22.02.2007
11. Уголовное производство по факту руководства организацией, деятельность которой направлена на разжигание расовой и национальной вражды, нарушение прав и свобод граждан, а также создание военизированной структуры «Национальная гвардия» — сентябрь 2007 — снято с производства[21]
12. Дело о расовом и дискриминационном обращении, направленное на применение расовой дискриминации и этнической сегрегации — 19.02.2008 — осуждён Антидискриминационной комиссией[22]
13. Уголовное дело о подстрекательстве к домогательствам и дискриминации в отношении лиц с гомосексуальной ориентацией в Республике Болгарии — 26.06.2008 — снято с производства
14. Дело о грубом нарушении общественного порядка — 28.06.2008, подстрекательство к беспорядкам и нападении на участников первого гей-парада в Болгарии — осуждён.
15. Дело о расовом и дискриминационном обращении, направленное на применение расовой дискриминации и этнической сегрегации — 17.12.2008 — обжалован и оправдан Верховным административным судом[22]
16. Дело об использовании расистской и ксенофобной лексики, разжигающей предрассудки и дискриминацию в отношении беженцев в Болгарии — 21.12.2010. — осуждён Антидискриминационной комиссией[22]
17. Дело об использовании расистской и ксенофобной лексики, подстрекающей к предрассудкам и дискриминации в отношении беженцев в Болгарии — обжаловано в Высший административный суд[22]
18. Дело о клевете и оскорблении по жалобе Волена Сидерова — 2010 — оправдан[23][24][25]
19. Досудебное расследование по организации «Гражданских патрулей» — февраль 2014 — по жалобе 11 цыганских организаций — прекращено.
20. Уголовное дело частного характера по факту оскорбления — 13.12.2013 — снято с производства
21. Досудебное расследование по факту занятия Центральной избирательной комиссии (ЦИК) — 27.09.2014 — снято с производства
22. Превентивный арест в связи с визитом премьер-министра Турции Ахмеда Давутоглу — 15.12.2015.

В обращении к националистам он сказал:
- «У нас есть преимущество перед нашими коллегами со всей Европы… мы сильны против так называемых либералов, демократов, антифашистов, гомосексуалистов и всякой прочей дребедени. Мы счастливы и можем наслаждаться тем, о чём не могут даже подумать наши западные союзники. Мы можем выйти на улицы, демонстрировать, поднимать свои лозунги. Мы можем встречаться с людьми. А не как в Германии или Австрии, чтобы нас окружили плотным кордоном полицейских, чтобы держать нас подальше от общества, чтобы общество считало нас какими-то зверями. Мы счастливы, и у нас все ещё есть эта свобода. И пока у нас есть эта свобода, мы должны ею воспользоваться. Вот почему мы не должны тратить ни дня, ни часа, ни минуты на взаимные ссоры. И наоборот. Сойтись, объединиться, работать вместе и сокрушить — буквально — сокрушить наших противников. Это наша задача на следующий год, на год после и на те годы, которых мы мечтаем достичь… и беспощадно сокрушить всех, кто против национализма, национального сопротивления и нашего Отечества». (Выступление Бояна Расате в Пловдиве от ноября 28, 2009)
Когда БНС «Эдельвейс» ещё был союзником «Атаки», Волен Сидеров определял Расате как «молодого человека с перманентно сформированным национально-ответственным видением общества и мира, человека, который не мог иметь установок против порядка, законности и власти, государственных учреждений и органов».